# Manuel Misa y Bertemati
Manuel Misa y Bertemati (Bayona, 15 de mayo de 1815-Londres, 8 de enero de 1904) fue un empresario bodeguero, jurista y político español.

## Biografía
En 1840 se doctora en leyes por la Universidad de Santiago. Terminados sus estudios se instala en Jerez para trabajar junto a su hermano, Ventura, en la floreciente industria vinatera, abriendo mercados en Inglaterra.
En 1844 crea su propia bodega, alcanzando en poco tiempo un gran éxito, por lo que se traslada a vivir a Londres. Allí contrae matrimonio, 1867, con Elena Busheroy y Blake.

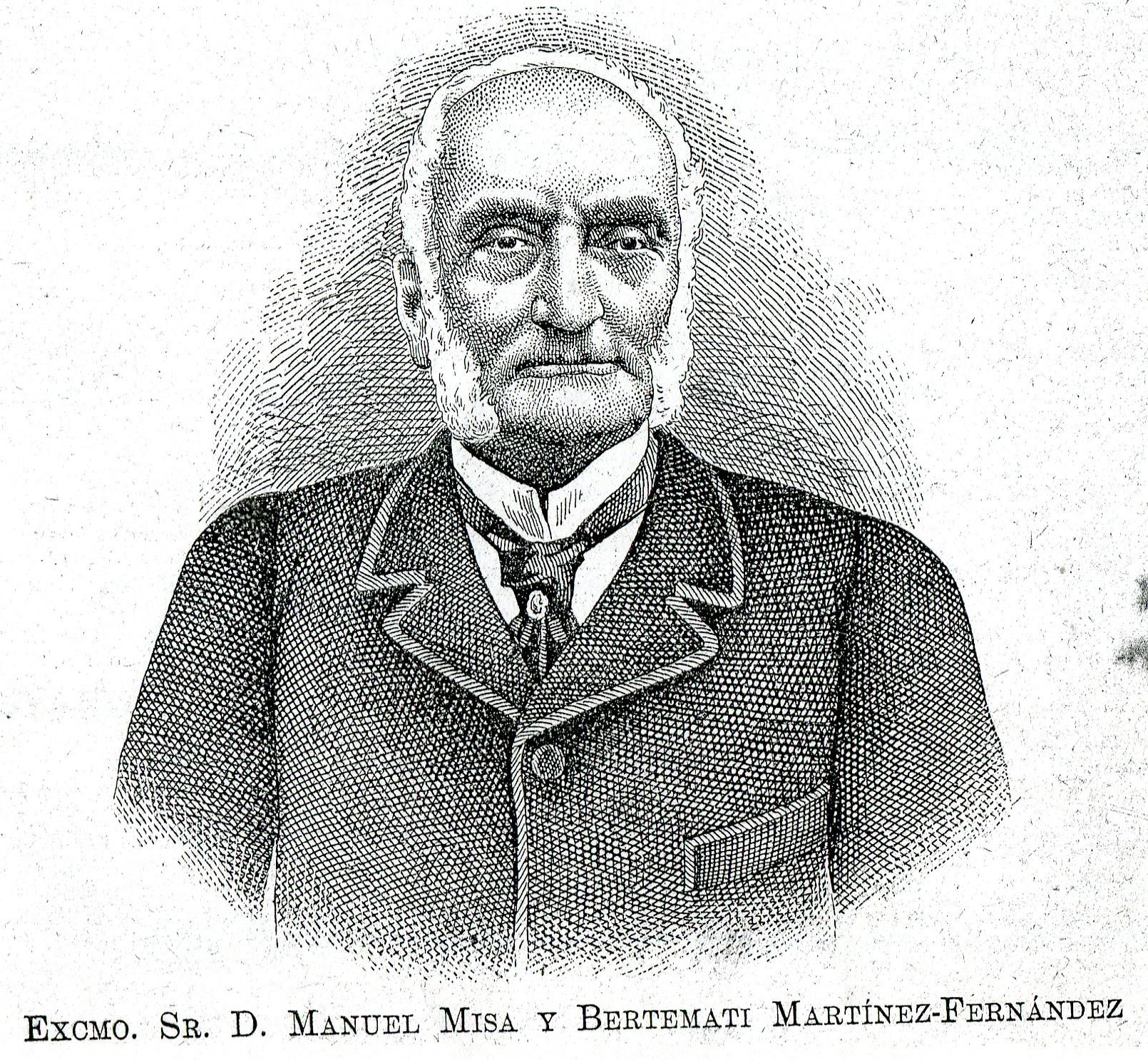
Retrato de Manuel Misa

Durante su estancia en ese país sufragaría con seis millones de reales la creación de la Cámara de Comercio de España en Londres, siendo su primer presidente. Formó parte de los patrocinadores que iniciaron la construcción de la catedral católica de Westminster de Londres. Su casa de Londres, actual Embajada de España, la donaría al Estado español.
Por todos estos méritos la corona española le otorga en 1875 el título de conde de Bayona, y en 1889 el de marqués de Misa, con Grandeza de España de primera clase.
Fue nombrado además caballero gran cruz de la Orden de Carlos III y caballero gran cruz de la Orden de Isabel la Católica. También fue senador electo del Reino en 1881 y de Derecho Propio a partir de 1891. Por su parte el Ayuntamiento de Jerez rotularía una calle de la ciudad con su nombre, y en 1892 sería nombrarlo hijo adoptivo e hijo predilecto de la ciudad.
Manuel Misa y Bertemati está enterrado en el cementerio católico de St. Mary, Londres, donde construyó el panteón familiar.

## Descendencia
Su hija, Francisca, nacida en Londres, casaría con el jerezano Manuel José de Bertemati y Pareja, segundo marqués de Bertemati, estando emparentados en tercer grado de consanguinidad. Su otro hijo, Buenaventura Pablo Misa Busheroy, heredero de los títulos, nacería en Londres el 30 de abril de 1868. Fue abogado y casó, el 1 de octubre de 1891, con Yola Davies y Penfold. El hijo de éste, tercer marqués de Misa y conde de Bayona a partir de 1944, Enrique Ventura Misa Davies, nació en Londres el 1 de agosto de 1893, casándose con Andrey Fanshawe.